# Ctenitis microchlaena
Ctenitis microchlaena là một loài thực vật có mạch trong họ Dryopteridaceae. Loài này được (Fée) Stolze miêu tả khoa học đầu tiên năm 1991.